# Hamilcar Barca
Hamilcar Barca hoặc Barcas (khoảng 275 - 228 TCN) là một vị tướng lĩnh và chính khách người Carthage, ông còn là người đứng đầu gia tộc Barca và là cha của Hannibal, Hasdrubal Barca và Mago Barca. Ông cũng là cha vợ của Hasdrubal Ngay Thẳng. Tên Hamilcar (Tiếng Punic-Phoenician ḥmlqrt, "anh em của Melqart") là một cái tên khá phổ biến của những người đàn ông Carthage. Họ Brq (hoặc Baraq) có nghĩa là "sấm sét" trong ngôn ngữ của người Punic
Hamilcar đã chỉ huy tất cả các đạo quân trên bộ của người Carthage tại Sicily từ năm 247-241 TCN, trong giai đoạn cuối của cuộc chiến tranh Punic lần thứ nhất. Ông đã giữ được gần như nguyên vẹn toàn bộ đạo quân của mình và đã thành công trong việc tiến hành cuộc chiến tranh du kích chống lại quân La Mã ở Sicily. Sau thất bại của người Carthage vào năm 241 TCN, Hamilcar đã được điều về châu Phi sau một hiệp ước hòa bình. Khi chiến tranh lính đánh thuê nổ ra vào năm 239 TCN, Hamilcar Barca đã được triệu hồi để nắm quyền chỉ huy, và là tác nhân quan trọng trong việc kết thúc cuộc chiến này. Sau đó, Hamilcar đã nắm quyền lãnh đạo cuộc viễn chinh của người Carthage ở Tây Ban Nha trong năm 237 TCN, và đã tiến hành mở rộng vùng lãnh thổ của Carthage ở Tây Ban Nha suốt 8 năm trước khi ngã xuống trong một trận chiến vào năm 228 TCN.

## Hamilcar ở Sicilia
Người Carthage đã giành quyền chỉ huy trên biển cả sau chiến thắng tại trận Drepanum năm 249 TCN. Nhưng, họ chỉ giữ được 2 thành phố Sicilia: Lilybaeum và Drepanum trong thời gian Hamilcar nắm quyền chỉ huy tại Sicilia. Carthage tại thời điểm này đang ở trong tình trạng căng thẳng bởi những cuộc xung đột kéo dài. (Ngoài việc duy trì một hạm đội và quân đội tại Sicilia họ cũng chống lại người Libya và Numidia ở Bắc Phi)  và kết quả là Hamilcar chỉ được nhận một đội quân nhỏ và hạm đội của người Carthage đã rút lui vì vậy tới năm 244 TCN, Carthage không có tàu để có tiếng nói tại Sicilia. Hamilcar là chỉ huy của đội quân lính đánh thuê bao gồm nhiều dân tộc khác nhau và sự thành công của lực lượng này đã minh chứng cho khả năng chỉ huy của ông trên chiến trường.Ông cũng là một người giỏi chiến thuật, giống như Alexandros hay Pyrros, và Quintus Fabius Maximus đã sử dụng chiến thuật tương tự những chiến thuật của ông trong Chiến tranh Punic lần thứ hai để chống lại chính con trai trưởng Hannibal của ông. Sự khác biệt là Fabius chỉ huy một đội quân đông đảo hơn nhiều so với đối thủ của mình và không có vấn đề về hậu cần.
Hamilcar sau khi nắm quyền chỉ huy đã trừng phạt những người lính đánh thuê nổi loạn (vì họ không được trả lương đúng hạn) bằng cách giết một số người trong số họ vào ban đêm, dìm chết phần lớn ngoài biển hoặc đuổi về châu Phi . Cùng với việc biên giảm quân đội và tàu chiến, Hamilcar bắt đầu hoạt động của mình. Hamilcar đột kích Locri và Brindisi vào năm 247 TCN, trên đường rút quân ông còn chiếm được một vị trí phòng thủ tốt trên núi Ercte (Monte Pellegrino, gần Palermo, hoặc Mt Castellacio, 7 dặm về phía Tây bắc của Palermo).Không chỉ giữ vững vị trí của mình, ông còn thực hiện các cuộc tấn công từ Catana ở Sicilia tới tận Cumae ở miền trung Italia. Ông không những trấn chỉnh lại tinh thần của quân đội mà còn thành công trong việc tạo ra một đội quân tinh nhuệ và linh hoạt. Trong khi Hamilcar thắng những trận chiến không có quy mô lớn và tái chiếm lại các thành phố đã mất vào tay người La Mã. Người Carthage đã tiến hành một chiến dịch tàn bạo chống lại lực lượng trên bộ của người La Mã, và những nỗ lực của họ đã gây ra thiệt hại nặng về tiếp tế cho người La Mã.
Năm 244 TCN, ông đã chuyển quân đội của mình bằng đường biển  vào ban đêm tới một vị trí tương tự trên sườn núi Eryx (Monte San Giuliano), từ đó ông đã có thể hỗ trợ cho việc bao vây đội quân đồn trú ở Drepanum (Trapani). Hamilcar đã chiếm giữ một vị trí nằm giữa các lực lượng La Mã đóng quân trên đỉnh và trại của họ ở căn cứ, nhưng vẫn tiếp tục hoạt động của mình mà không bị cản trở. Ông đã cố gắng để đánh bại một kế hoạch của những lính đánh thuê Celt của mình nhằm giao nộp lại vị trí của ông cho những người La Mã. Trong một cuộc tấn công, khi quân đội dưới sự chỉ huy của một vị tướng cấp dưới tên là "người khoe khoang" tham gia vào việc cướp bóc chống lại lệnh của Hamilcar và bị thương vong nghiêm trọng khi người La Mã tiến đánh họ, Hamilcar yêu cầu một thỏa thuận đình chiến để chôn cất những binh sĩ tử trận của mình. Chấp chính quan La Mã kiêu ngạo trả lời rằng Hamilcar nên yêu cầu một thỏa thuận đình chiến để bảo vệ mạng sống của mình và từ chối yêu cầu.  Ngay sau đó Hamilcar đã cố gắng gây ra thương vong nghiêm trọng cho người La Mã.

## Gia đình
Xem thêm:Barca
Hamilcar đã có ít nhất ba con gái và ba con trai:
- Con gái đầu tiên của ông kết hôn với Bomilcar, một chánh án của Carthage,và có thể là chỉ huy hạm đội của Carthage trong Chiến tranh Punic lần thứ hai. Cháu nội của ông,Hanno, là một chỉ huy quan trọng trong quân đội của con trai ông Hannibal Barca.
- Con gái thứ hai của ông kết hôn với Hasdrubal Ngay Thẳng.
- Con gái thứ ba kết hôn với Naravas [7],một thủ lĩnh người Numidia, người này đã đào ngũ khỏi quân đội ông trong Chiến tranh lính đánh thuê.
- Hamilcar có ba con trai là Hannibal, Hasdrubal Barca và Mago Barca,tất cả đều phục vụ trong quân đội.

Hamilcar đôi khi bị lẫn lộn với một thống chế người Carthage khác cũng tên là Hamilcar.